# 7-я Купреская моторизованная бригада
7-я Купреская моторизованная бригада (серб. Седма купреска моторизована бригада) — мотострелковое формирование Войска Республики Сербской, входившее в состав 2-го Краинского корпуса (ранее он назывался Дрварским). Одно из самых известных подразделений этого корпуса. Ранее была известна как 13-я партизанская бригада Югославской народной армии (ЮНА).

## История

### Образование
12 декабря 1991 в деревне Подбрдо у Мрконич-Града была образована 13-я партизанская бригада ЮНА. Мобилизация шла не по плану, поскольку склонить хорватов и боснийцев к службе в Войске Республики Сербской не удавалось, поэтому она продолжалась вплоть до января и февраля 1992 года. Ядро бригады составили сербские добровольцы из общин Ключ, Мрконич-Град, Шипово и Баня-Лука.

### Структура
В составе бригады насчитывалось всего 7 батальонов. 1-й мотопехотный батальон был укомплектован добровольцами из Мрконич-Града, в составе 13-й партизанской бригады вступил 7 апреля 1992 в Купрес, завершив процесс освобождения города в рамках одноимённой операции. Батальон удерживал позиции в направлении Бугойно. В составе батальона была передовая рота (около 150 человек), которая считалась элитным подразделением и действовала в направлениях Рогатицы, Лики, Гораждана и Бихача. За годы войны 1-й батальон потеряла 40 человек убитыми. Помимо этого, в бригаду входили 2-й мотопехотный батальон (составлен из жителей Шипово, командовал им Никола Кокошар), 3-й мотопехотный батальон (входил в бригаду до 1994 года, составлен из жителей общины Ключ), батарея 120-мм миномётов, дивизион гаубиц (артиллеристы из Баня-Луки), транспортную роту (командир Йоле Митрович) и батальон бронетехники.

### Боевые действия
13-я партизанская бригада начинала свой пути с обороны Влашича, а её первым серьёзным успехом стало взятие Купреса в апреле 1992 года. После взятия города почти все солдаты 13-й партизанской бригады были переведены в новую  7-ю Купрескую моторизованную бригаду, образованную официально 15 апреля 1992: в состав бригады вошли сербы из Купреса и Бугойно. В 1993 году бригада продолжила оборону Купреса при помощи 5-й Гламочской и 19-й Доньи-Вакуфской лёгких пехотных бригад. В первой половине 1994 года бригада вела затяжные и кровопролитные бои против 7-го корпуса Армии Республики Босния и Герцеговина, который с направления Бугойно попытался сходу захватить Купрес.
В конце октября 1994 года 7-я Купреская бригада вынуждена была отступить к Цинцару, а объединённые силы Хорватского совета обороны, хорватской армии и боснийских войск взяли город. В 1995 году 7-я бригада участвовала в обороне Мрконич-Града (операция «Вагань»), сдерживая силы 7-й гвардейской бригады «Пумы» Национальной гвардии Хорватии в ходе операции «Южное направление».
За годы войны бригада потеряла 185 человек убитыми.